# Slåttestjärnen (Bjurholms socken, Ångermanland)
Slåttestjärnen är en sjö i Bjurholms kommun i Ångermanland och ingår i Lögdeälvens huvudavrinningsområde.